# Pakistanische Küche
Die Pakistanische Küche umfasst viele regional unterschiedliche Gerichte und ähnelt teilweise der Nordindischen Küche. Bevölkerungs- und religionsbedingt ist sie jedoch fleischlastiger als die Indische Küche.

## Allgemeines
Alltagsgerichte sind, ähnlich wie in Indien, Dal (aus verschiedenen Linsen oder Kichererbsen), Currys aus verschiedenen Gemüsen (z. B. Bittermelone, Auberginen, Blumenkohl, Kartoffeln, Okraschoten) mit und ohne Fleisch, Reis und verschiedene Arten von Brot (Roti) wie Chapati, ein ungesäuerter dünner Fladen, Naan, ein flaches Hefebrot, häufig mit Butter oder Ghee bestrichen oder auch Puri, ein in Fett gebackener sehr dünner Fladen.
Wichtige Gewürze sind neben den Gewürzmischungen Garam Masala und Curry vor allem Koriandersamen, Chilis, Pfeffer, Nelken, Lorbeerblätter, Zimt, Grüner Kardamom, Kreuzkümmel und getrocknete grobe Chiliflocken. Beliebt zu den Gerichten sind auch Joghurt oder Raita, Pickels, genannt Achar (in scharfen Gewürzen eingelegte Gemüse und Obst, wie Karotte, Ingwer, unreife Mangos sowie Limonen) oder Chutneys aus zerstoßenen Korianderblättern oder Minze mit oder ohne Joghurt.
Zwiebeln, Knoblauch und Ingwer bilden die Basis für jedes Curry-Gericht. Vor dem Servieren wird meist frischer Koriander, manchmal auch getrocknete Bockshornkleeblätter – Methi genannt –, über das Essen gestreut.
Fleisch wird entweder scharf gewürzt und gebraten oder aber in einer scharfen Soße gekocht. Hackfleisch wird als scharfer Eintopf bereitet oder als Kebab am Spieß und über offener Flamme gebraten.
Beliebt ist eine scharfe Suppe, die aus dem ganzen Fuß (der Huf bis zum Fußgelenk) von Kühen oder Schafen gekocht wird und als Paye bekannt ist. Ebenso werden auch Leber, Lunge und Pansen wie auch der Kopf der Wiederkäuer in Gerichten verarbeitet.
Reis wird als Beilage gereicht oder auch gleich mit Gewürzen und Fleisch oder Gemüse als Biryani, ein variantenreiches Reisgericht, gekocht. Auch in Khichri bildet er zusammen mit verschiedenen Linsen die Basis.
Auf Besteck wird weitgehend verzichtet, man isst mit der rechten Hand. In der Regel wird mit Gasherd oder über offenem Feuer gekocht.

## Getränke
Milchtee (süß oder würzig) und grüner Tee, genannt Kava, sind zum Essen ebenso beliebt wie Lassi. Auch Wasser, versetzt mit Zucker und Rosenwassersirup, ist beliebt, daneben Softdrinks und eine Vielzahl an Säften. Außerdem gibt es noch verschiedene gewürzte und süße Milchvarianten, teils mit Mandeln, Pistazien oder Trockenfrüchten wie Rosinen oder Datteln verfeinert. Wegen des Alkoholverbots aus religiösen Gründen findet man alkoholische Getränke nur in Bars mit Ausschanklizenz.

## Frühstück
Oft wird zum Frühstück nur etwas Brot oder Rusk, eine Art Zwieback, der in Milchtee getunkt wird, verzehrt. Neben dem Milchtee reicht man vor allem Halva Puri und gekochte Kichererbsen.
Außerdem ist die variantenreiche Paratha sehr beliebt. Dieses ungesäuerte Brot wird dünn ausgerollt und mit würzigem Inhalt gefüllt; beispielsweise mit Hackfleisch, zerkleinertem Gemüse oder auch Kichererbsen, aber auch mit süßen Füllungen. Paratha wird in Öl in einer Pfanne ausgebacken. Häufig ist die Füllung schon vorgekocht, auch Reste von soßenfreiem Curry werden gern als Füllung verwendet.
Als süßes Frühstück gibt es auch eine Art Fadennudeln, genannt Semiya, in süßer Milch.

## Süßspeisen
Ähnlich wie im Nachbarland Indien gibt es in Pakistan eine Vielzahl an Süßspeisen, wie etwa Khir (ein Grieß- oder Reispudding mit Mandeln und Pistazien verfeinert) oder Halwa (besonders beliebt mit Karotten), Shahi Tukra (ein süßer Brotauflauf) und Firni (ein Mandel-Reis Dessert). Süßes Konfekt gibt es in unzähligen Variationen von klebrig süß bis leicht würzig, beispielsweise Kulfi (eine Art Eiscreme), Burfi, Laddu (kleine Kugeln auf Basis von Kichererbsenmehl), oder die Fettgebäcke Ghulam Jamun und Jalebi. In fast allen Süßspeisen kommt Kardamom zum Einsatz, oft auch Zimt.
Auch Kekse – häufig nicht zu süß und leicht gewürzt – erfreuen sich Beliebtheit und werden häufig zum Chai verzehrt.

## Unterwegs
Unterwegs als Imbiss werden oft Kebabs (gegrillte würzige Fleischstücke oder am Spieß geformtes Hackfleisch), Samosa, würzig gefüllte Teigtaschen, oder auch Pakora, mit Kichererbsenmehl umhülltes Gemüse, das in Fett ausgebacken wird, daneben auch Speisen aus dem Tandoor gegessen. Viele Straßenküchen bieten auch sehr zeitaufwändige Gerichte, die eine Kochzeit von mehreren Stunden haben, an, wie beispielsweise Haleem.

## Einflüsse anderer Regionen
Die Pakistanische Küche wird regional von den Nachbarn beeinflusst: so von Afghanistan, Persien und Zentral- sowie Vorderasien. So werden beispielsweise in der westlichen Bergregion auch viele afghanische Gerichte wie Pilaws gekocht, während im Grenzgebiet zu Indien sehr viele Gemüsecurrys verbreitet sind. In Kaschmir an der Grenze zu China ist dessen Einfluss mit Nudelgerichten und Suppen sowie süß scharfes Essen.
Wie in anderen Ländern der Welt auch findet sich auch eine Fastfood-Kultur mit Burgern, Pizza und auch Nudel- und Fertiggerichten verschiedenster Art.

## Regionale Unterschiede
Während im Norden mehr Brot als Beilage gegessen wird und auch die Gerichte nicht so scharf sind, wird im Süden eher Reis bevorzugt und die Gerichte sind mit mehr Chili gewürzt. Außerdem ist die Küche im Süden sowie am Indus fischlastiger.
Allgemein gilt: je wärmer das Klima desto schärfer das Essen, in der Sindh-Region um Karachi wird sehr viel grünes und rotes Chili verwendet, während im Norden und in den westlichen Bergregionen eher moderat scharf gegessen wird.
In Pakistanischen Restaurants in Europa findet oft eine Anpassung an den hiesigen Geschmack und das Schärfeempfinden statt, in kleinen Imbissen wird aber auch original scharf serviert.
In der fruchtbaren Panjab-Region wird wesentlich mehr Obst verzehrt als im Rest des Landes.

## Unterschiede zur indischen Küche
Im Gegensatz zu Indien ist hier der Fleischkonsum weniger eingeschränkt. Beliebt sind vor allem Kleingeflügel sowie Lamm und Ziege, ferner größeres Geflügel und Rind. Einzig die Verwendung von Schweinefleisch findet sich wegen des hohen muslimischen Anteils der Bevölkerung nicht. Strenge Vegetarier finden sich nur selten, dann unter der hinduistischen Minderheit oder den Sikh.